# Тепле (Гагарінський район)
Тепле (рос. Теплое) — присілок Гагарінського району Смоленської області Росії. Входить до складу Токарєвського сільського поселення.
Населення — 3 особи. 